# Дзиба Сергій Вікторович
Сергі́й Ві́кторович Дзи́ба (1 жовтня 1967, Житомир — 17 вересня 2016, Житомир, Україна) — український військовик, підполковник Збройних сил України. Заступник командира 95-ї окремої десантно-штурмової бригади. Лицар Ордена Богдана Хмельницького ІІІ ступеня.

## Життєпис
Сергій Дзиба народився у Житомирі. У 1987 році закінчив Житомирську загальноосвітню школу № 14, після чого проходив строкову службу в лавах Радянської армії. З 1989 по 1995 рік проходив службу на посадах осіб рядового, сержантського та старшинського складу у різних військових частинах Житомира. У 1996 році закінчив курси молодших офіцерів Військового інституту Національної гвардії України (м. Харків) та отримав військове звання «молодший лейтенант».
У грудні 2012 року перейшов на службу до Високомобільних десантних військ на посаду заступника командира 13-го окремого аеромобільного батальйону (95 ОАЕМБр) по роботі з особовим складом.
З перших днів війни на сході України брав участь у бойових діях. У січні 2015 року під час виконання бойового завдання отримав осколкове поранення поблизу Спартака в районі Донецького аеропорту. Після лікування та реабілітації знову повернувся на фронт. Влітку 2015 року був призначений на посаду заступника командира 95-ї ОДШБр.
Помер 17 вересня 2016 року в Житомирі через серцевий напад. Похований на Смолянському військовому кладовищі.

## Нагороди
- Орден Богдана Хмельницького III ст. (8 квітня 2016) — за особисту мужність і героїзм, виявлені у захисті державного суверенітету та територіальної цілісності України, вірність військовій присязі [2]
- Медаль «Захиснику Вітчизни» (2015)
- Медаль «15 років Збройним Силам України» (2006)
- Відзнака міністерства оборони України «Доблесть і честь» (2006)
- Медаль «За сумлінну службу II ступеня» (2006)
- Медаль «За сумлінну службу I ступеня» (2007)